# Saison 3 d'American Horror Stories
Chronologie
Saison 2
La troisième saison d’American Horror Stories, série télévisée américaine, est constituée de neuf épisodes.
Alors que l'année 2023 est marquée par les grèves de la Writers Guild of America et de la SAG-AFTRA, la saison est diffusée en deux parties. La première partie, constituée de quatre épisodes, est diffusée le 26 octobre 2023 sur la plateforme Hulu, aux États-Unis. La deuxième partie, constituée de cinq épisodes, est diffusée le 15 octobre 2024, toujours sur la plateforme Hulu.

## Liste des épisodes

### Épisode 1:BFF en ligne
- États-Unis : 26 octobre 2023 sur Hulu
- France : 10 janvier 2024 sur Disney+

- Jessica Barden (VF : Audrey Sablé) : Bestie
- Emma Halleen (VF : Camille Donda) : Shelby Brubaker
- Seth Gabel (VF : Alexandre Gillet) : Guy Brubaker
- Jeff Hiller (VF : Jérôme Berthoud) : Mr. Nevins
- Amrou Al-Kadhi (VF : Mike Fédée) : Anna Rexhia
- Allius Barnes : River Wallace

Après la mort de sa mère, une jeune fille, Shelly, malmenée dans son collège se lie d'amitié en ligne avec une autre jeune fille, surnommée Besty, lourdement handicapée physiquement.
La nouvelle amie de l'héroïne se révèle de plus en plus toxique, lui demandant de faire des actions réprimendables prétextant qu'elle ne peut pas les faire elle même et que cela lui permet de vivre son adolescence par procuration.
Après s'être sérieusement blessé sur conseil de Besty, la jeune fille comprend que son amie est toxique et cesse de lui parler malgré le harcèlement incessant de cette dernière.
Shelly trouve finalement un ami dans son collège et, au fil du temps, leur relation devient plus sérieuse au point qu'ils envisagent de partir faire leur études supérieures ensemble.
Un soir le jeune garçon propose un rendez-vous amoureux à Shelly. Il l'emmène alors dans une maison abandonnée qui se révèle être le "repaire" de Besty.

### Épisode 2:Daphne
- États-Unis : 26 octobre 2023 sur Hulu
- France : 10 janvier 2024 sur Disney+

- Gwyneth Paltrow (VF : Hélène Bizot) : Daphné (voix)
- Reid Scott (VF : Damien Ferrette) : Will Caswell
- Annie Hamilton (VF : Julie Cavanna) : Sarah Miller
- Christopher Fitzgerald (VF : Jérémy Prévost) : Tom Levitt
- Maury Ginsberg (VF : Didier Cherbuy) : le détective

### Épisode 3:Ver solitaire
- États-Unis : 26 octobre 2023 sur Hulu
- France : 10 janvier 2024 sur Disney+

- Lisa Rinna (VF : Juliette Degenne) : Sheila Klein
- Laura Kariuki (VF : Amélia Ewu) : Vivian Lee Finch
- Rob Yang (VF : Benoît Du Pac) : Dr. Thaddeus Lau
- Hazel Graye (VF : Joy Feldman) : Heather Billings

La jeune et jolie Vivian rêve de devenir mannequin mais, malheureusement, le jour de sa première audition on lui dit que, malgré un talent incontestable, elle est trop "grosse" pour réussir.
Dévastée, Vivian rend alors visite a un médecin conseillé par une amie. Ce dernier lui prescrit un médicament, à la base contre le diabète, qui lui fait rapidement perdre du poids.
Pendant plusieurs mois le stratagème fonctionne et Vivian enchaîne les shootings.
Malheureusement, à la suite d'un malaise, le médecin se rend compte que la jeune femme présente une incompatibilité avec le traitement dû à un problème cardiaque. Il refuse de continuer à lui prescrire le médicament.
Devant l'insistance de Vivian, il finit par lui proposer d'ingurgiter un ténia (vers solitaire) mais en suivant à la lettre ses conseils rigoureux : ne pas se nourrir davantage malgré la sensation de faim permanente du vers.
Le jeune mannequin promet d'être prudente mais se met à dévorer des quantités monstrueuses de nourriture.
Elle perd énormément de poids, devient maigre à faire peur, irascible et agressive.
Elle demande alors au médecin de l'aider à se débarrasser du monstre qui la dévore corps et âme. Le docteur lui donne un remède à avaler pour expulser le vers par l'anus.
De retour chez elle, Vivian boit le remède et parvient à extirper le ténia hors d'elle au cous d'une lutte acharnée qui la laisse épuisée.
Le vers, qui est beaucoup plus grand qu'il ne devrait l'être étant donné les quantités déraisonnable de nourriture que la jeune femme lui a fourni, profite alors de sa faiblesse pour attaquer Vivian.

### Épisode 4:Organe solitaire
- États-Unis : 26 octobre 2023 sur Hulu
- France : 10 janvier 2024 sur Disney+

- Raúl Castillo (VF : Laurent Maurel) : Toby Arcaño
- Emily Browning (VF : Noémie Orphelin) : Natessa
- Havana Rose Liu (VF : Geneviève Doang) : Sasha
- Cameron Cowperthwaite (VF : Julien Allouf) : Wyatt
- Susan Pourfar (VF : Delphine Allemane) : détective Markham
- Jeff Adler (VF : Yannick Jaspart) : détective Grant
- Drew Moore (VF : Pascal Germain) : Dr. Son
- Patrick Breen : le commissaire
- Maria Tucci : Dr. Krystal
- Laila Robins (VF : Danielle Douet) : Lee

### Épisode 5:Arrière-salle
- États-Unis : 15 octobre 2024 sur Hulu
- France : 31 octobre 2024 sur Disney+

- Michael Imperioli (VF : Emmanuel Gradi) : Daniel Hausman-Burger
- Matthew Maher (VF : Pascal Nowak) : Eli
- David Pittu (VF : Philippe Valmont) : Aaron
- Natalie Gold (VF : Stéphanie Hédin) : Riva

### Épisode 6:Clone
- États-Unis : 15 octobre 2024 sur Hulu
- France : 31 octobre 2024 sur Disney+

- Victor Garber (VF : Gabriel Le Doze) : David Woodrow Randolph
- Guy Burnet (VF : Marc Arnaud) : John Hunter
- Casey Thomas Brown (VF : Laurent Gris) : Jordan
- Dagmara Domińczyk (VF : Daria Levannier) : Anka Kieslowski
- David Deblinger : Dr. Ziegler

### Épisode 7:X
- États-Unis : 15 octobre 2024 sur Hulu
- France : 31 octobre 2024 sur Disney+

- Mia Isaac (VF : Aurélie Konaté) : Claire Michaels
- Dyllón Burnside (VF : Baptiste Marc) : Malcolm
- Jennifer Ferrin (VF : Laëtitia Lefebvre) : Lilly Mulling
- Kate Eastman (VF : Jessie Lambotte) : Anna Henley
- Henry Winkler (VF : Vincent Violette) : Dr. Eric Nostrum

### Épisode 8:Lutin
- États-Unis : 15 octobre 2024 sur Hulu
- France : 31 octobre 2024 sur Disney+

- Jessica Barden (VF : Audrey Sablé) : Hailey Doherty
- Henry Eikenberry (VF : Stanislas Forlani) : Colin
- Hudson Oz (VF : Hugo Brunswick) : Liam
- Daniel Zolghadri (VF : Romain Altché) : Declan O'Shaunessy
- Angel Bismark Curiel (VF : Thomas Sagols) : Finn
- Billy Carter : Rory O'Grady
- Michael Cyril Creighton : Martin
- June Squibb : Grams

### Épisode 9:Le Monstre sous le lit
- États-Unis : 15 octobre 2024 sur Hulu
- France : 31 octobre 2024 sur Disney+

- Debby Ryan (VF : Jessica Monceau) : Jillian Fletcher
- Melanie Field (VF : Vanessa Van-Geneugden) : Megan
- Jeff Hiller (VF : Jérôme Berthoud) : Niles Taylor
- Melonie Diaz : Mary Gentile
- Matthew Del Negro (VF : Jérémy Bardeau) : détective Watts
- Frank Pando (VF : Thierry Kazazian) : Earl Gentile